# Signe Bro
Signe Wiegant Bro, född 5 mars 1999, är en dansk simmare. Hennes syster, Sarah Bro, är också en simmare.

## Karriär
Vid EM 2024 i Belgrad var Bro en del av Danmarks lag som tog silver på 4×100 meter frisim.